# NGC 6609
NGC 6609 (również PGC 61559) – galaktyka spiralna (S?), znajdująca się w gwiazdozbiorze Smoka. Odkrył ją Lewis A. Swift 4 sierpnia 1883 roku.